# Tétaigne
Tétaigne ist eine französische Gemeinde mit 131 Einwohnern (Stand 1. Januar 2022) im Département Ardennes in der Région Grand Est (vor 2016 Champagne-Ardenne). Die Gemeinde gehört zum Arrondissement Sedan und zum Kanton Carignan.

## Geografie
Tétaigne liegt etwa 35 Kilometer ostsüdöstlich des Stadtzentrums von Sedan in den Argonnen. Umgeben wird Tétaigne von den Nachbargemeinden Pouru-Saint-Remy im Nordwesten und Norden, Sachy im Norden, Osnes im Nordosten und Osten, Carignan im Südosten, Euilly-et-Lombut im Süden sowie Douzy und Brévilly im Westen und Nordwesten.

## Bevölkerungsentwicklung
| 1962                       | 1968 | 1975 | 1982 | 1990 | 1999 | 2006 | 2011 | 2019 |
| -------------------------- | ---- | ---- | ---- | ---- | ---- | ---- | ---- | ---- |
| 148                        | 142  | 120  | 95   | 80   | 82   | 80   | 84   | 129  |
| Quellen: Cassini und INSEE |      |      |      |      |      |      |      |      |

## Sehenswürdigkeiten

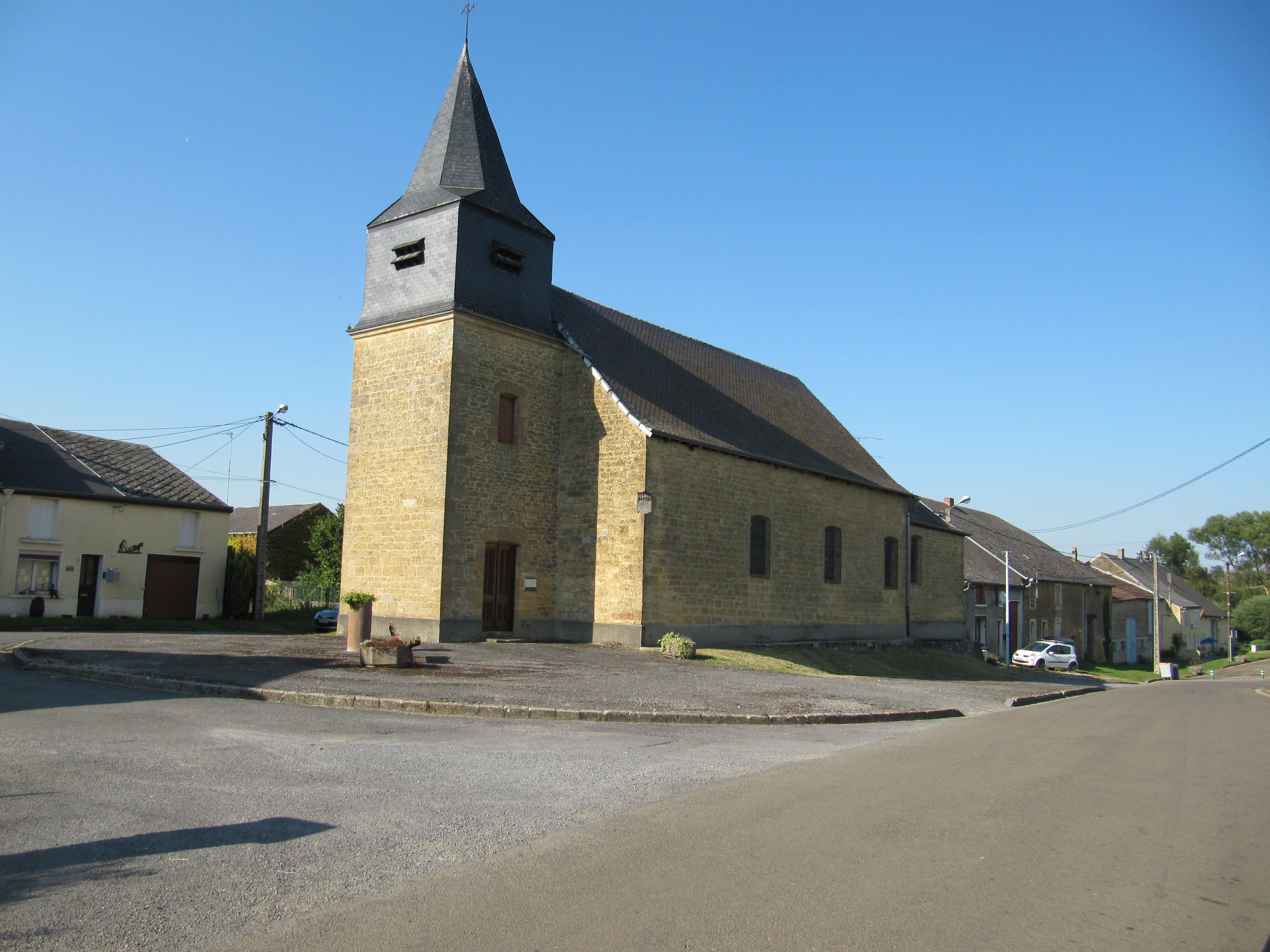
Kirche Saint-Pierre

- Kirche Saint-Pierre